# Секс, наркотики и Сансет Стрип
«Секс, нарко́тики и Са́нсет Стри́п» (англ. Sunset Strip) — американская комедийная драма, снятая в 2000 году режиссёром Адамом Коллисом для 20th Century Fox. Рэндалл Джансон написал рассказ, который ранее предполагалось использовать в его сценариях для фильмов «Дорз» и «Стиляги», и он вместе с Расселом Дегрэзиером адаптировал историю под сценарий.

## Сюжет
Действие в фильме происходит в 1972 году, в течение одних суток, в знаменитом лос-анджелесском Сансет-стрип, где жизнь нескольких молодых людей может измениться навсегда. Глен Уолкер (Джаред Лето), напористый кантри-рокер, Тэмми Франклин (Анна Фрил), дизайнер одежды, и Зак (Ник Стал), начинающий гитарист. Также в фильме снялись Саймон Бейкер, Адам Голдберг, Рори Кокрейн и Томми Фланаган. Съемки фильма начались 9 ноября 1998 и закончились 11 января 1999 года.
«Секс, наркотики и Сансет Стрип» рассказывает историю многих деятелей музыкальной индустрии на Сансет Стрип в Голливуде. Майкл тайно сохнет по Тэмми. Она спит c рокером Гленом Уолкером и рок-звездой Дунканом. Зак и его группа выступают в Whisky a Go Go для Дункана Рида и the Curb. В эти 24 часа все они пересекаются и осуществляют свои мечты.

## В ролях
| Актёр             | Роль             |
| ----------------- | ---------------- |
| Саймон Бейкер     | Майкл Скотт      |
| Ник Стал          | Зак              |
| Адам Голдберг     | Марти Шапиро     |
| Джаред Лето       | Глен Уолкер      |
| Анна Фрил         | Тэмми Франклин   |
| Рори Кокрейн      | Феликс           |
| Томми Флэнаган    | Дункан           |
| Даррен Э. Берроуз | Бобби            |
| Стефани Романов   | Кристин          |
| Криста Аллен      | Дженнифер        |
| Линда Лоусон      | миссис Кантер    |
| Джон Рэндольф     | мистер Нидерхаус |